# Arzleiten
Arzleiten ist ein Ort im Ausseerland des Salzkammerguts in der Steiermark und gehört zur Gemeinde Altaussee im Bezirk Liezen.

## Geographie
Der Ort befindet sich 35 Kilometer westlich von Liezen, knapp 1 km südlich von Altaussee. Die Rotte liegt linksufrig über der Altausseer Traun, am Fuß des Plattenkogel (833 m ü. A.), dem kleinen Talberg am Südwestufer des Altausseer Sees, auf um die 725 m ü. A. Höhe.
|        | Altaussee                                   |         |
| Puchen | Kompassrose, die auf Nachbargemeinden zeigt | Platten |
|        | Hollau                                      |         |

## Geschichte und Natur
Der Ortsname erscheint schon 1280 als Erzliut und bezeichnet wohl eine Bergarbeitersiedlung des Ausseer Salzbergs.
Am östlichen Ortsrand beginnt das Landschaftsschutzgebiet Dachstein-Salzkammergut (LSG 14a).

## Nachweise
- 61215 – Altaussee. Gemeindedaten der Statistik Austria

1. ↑  Hubert Preßlinger, Hans Jörg Köstler (Hrsg.), Clemens Eibner (Beiträge): Bergbau und Hüttenwesen im Bezirk Liezen (Steiermark). Band 24 von Kleine Schriften der Abteilung Schloß Trautenfels am Steiermärkischen Landesmuseum Joanneum, Verlag Verein Schloß Trautenfels, 1993, S. 97.